# Nile
Nile (IPA [naɪl], ang. Nil) – amerykańska grupa muzyczna wykonująca brutal/technical death metal. W sferze tekstów i muzyki porusza tematykę starożytnego Egiptu i Mezopotamii. Zespół powstał 1993 roku w Greenville w Karolinie Południowej z inicjatywy gitarzysty Karla Sandersa występującego wcześniej w grupie Morriah, basisty Chiefa Spiresa oraz perkusisty Pete’a Hammoura.
Nazwa zespołu bezpośrednio odnosi się do afrykańskiej rzeki Nilu. Do 2020 roku zespół wydał dziewięć albumów studyjnych pozytywnie ocenianych zarówno przez fanów, jak i krytyków muzycznych. Zespół jest chwalony za wirtuozerię i technikę gry na instrumentach oraz rozwój muzyki deathmetalowej. Lider zespołu Karl Sanders zajął 4. miejsce w rankingu najlepszych deathmetalowych muzyków stworzonym przez „Decibel Magazine”. Zespół dał szereg koncertów na całym świecie i uczestniczył w licznych festiwalach: Wacken Open Air, Most of Evil Festival, Eindhoven Metal Meeting, Summer Breeze, Ozzfest, Graspop Metal Meeting, Tuska Open Air i Brutal Assault.

## Historia

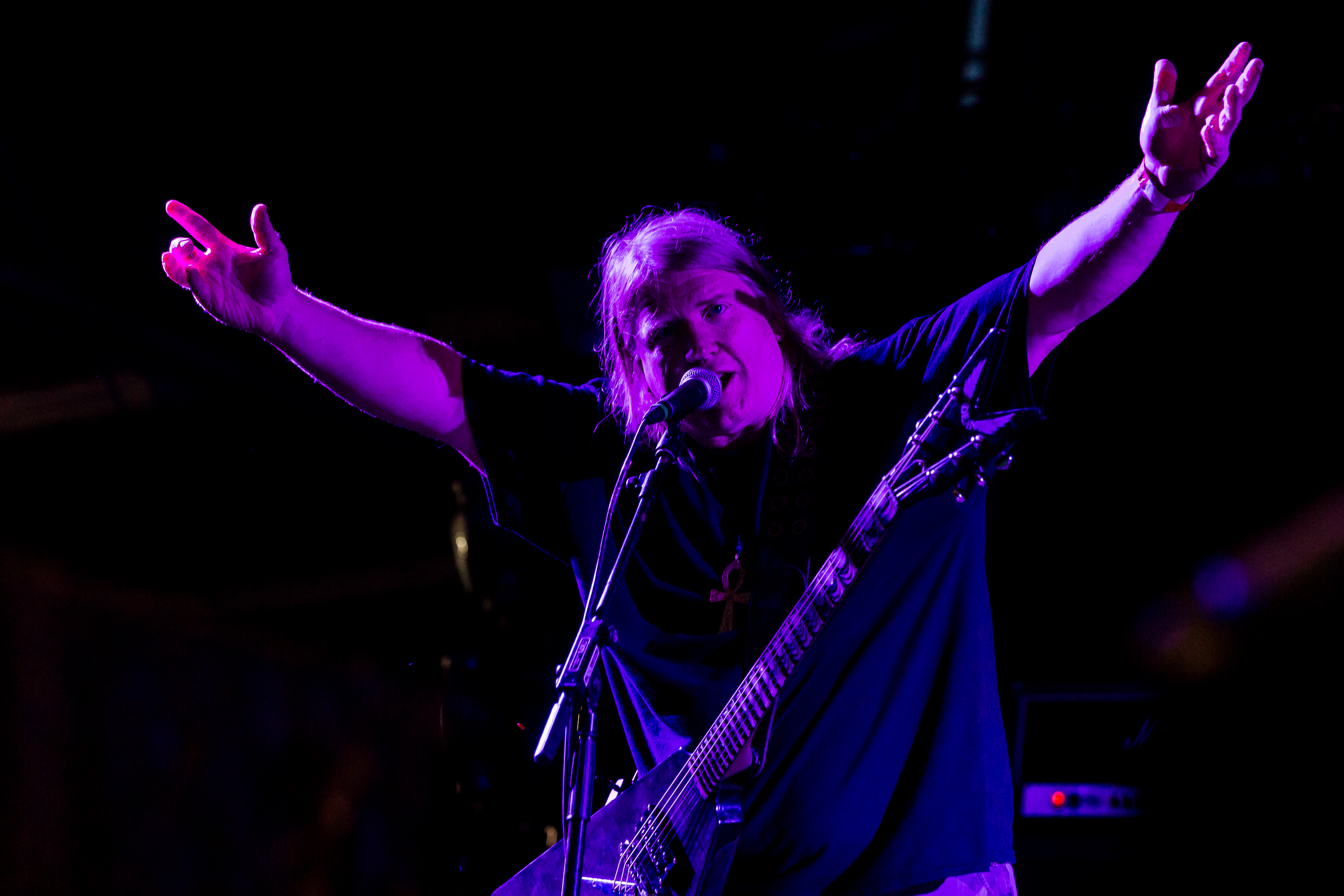
Karl Sanders w trakcie San Open Air (2017)

Zespół powstał 1993 roku w Greenville z inicjatywy gitarzysty Karla Sandersa występującego wcześniej w grupie Morriah, basisty Chiefa Spiresa oraz perkusisty Pete’a Hammoura. W 1994 roku grupa zrejestrowała swoje pierwsze demo zatytułowane Nile. Rok później grupa podpisała kontrakt płytowy z wytwórnią muzyczną Anubis Records nakładem której tego samego roku ukazał się jej pierwszy minialbum pt. Festivals of Atonement. W 1996 roku grupa zarejestrowała kolejne demo zatytułowane Ramses Bringer of War, które rok później pod tym samym tytułem ukazało się jako minialbum. W 1998 roku zespół podpisał kontrakt z Matthew Jacobsonem – właścicielem amerykańskiej wytwórni Relapse Records. Na mocy porozumienia 28 kwietnia tego samego roku ukazał się jej debiutancki album zatytułowany Amongst the Catacombs of Nephren-Ka. Na płycie ukazał się m.in. utwór „Beneath Eternal Oceans of Sand” inspirowany opowiadaniem The Outsider amerykańskiego pisarza H.P. Lovecrafta. Gościnnie w sesji nagraniowej wzięli również udział Gyuto Drukpa (inkantacje) oraz Drilbu Dungkar (flety, gongi). Rok później nakładem wytwórni Hammerheart Records ukazała się kompilacja pt. In the Beginning zawierająca nagrania pochodzące z minialbumów Ramses Bringer of War oraz Festivals of Atonement.
W 2000 roku zespół rozpoczął proces rejestracji albumu Black Seeds of Vengeance. W nagraniach poza członkami zespołu wzięli również udział perkusista Derek Roddy, który według doniesień zespołu zrealizował większość śladów perkusyjnych na płycie; instrumentalista Mostafa Abd el Aziz (arghul), wokaliści Aly et Maher el Helbney, Mohammed el Hebney (inkantacje) oraz członek nowojorskiej grupy muzycznej Immolation Ross Dolan, wspomniany Derek Roddy, Gary Jones, Scott Wilson, Bob Moore i Boz Porter. Wydawnictwo ukazało się 5 września tego samego roku. W 2001 roku do zespołu dołączył basista Jon Vesano, który zastąpił Chiefa Spiresa. 20 sierpnia 2002 roku ukazał się trzeci album zespołu pt. In Their Darkened Shrines z tradycyjnymi dla zespołu tekstami inspirowanymi tematyką starożytnego Egiptu i książką The Nameless City autorstwa Howarda Phillipsa Lovecrafta. Gościnnie podczas sesji nagraniowej zaśpiewał Mike Breazeale. Wydany nakładem Relapse Records album powstał w The Sound Lab Stuidos we współpracy z producentem Bobem Moore’em. Karl Sanders o realizacji płyty: „Powiedziałbym, że tym razem było o wiele łatwiej, niż podczas pracy nad „Black Seeds Of Vengeance”. Przed nagraniem tej płyty ludzie mówili nam: Nigdy nie uda wam się nagrać tak dobrej płyty, jak „Amongst The Catacombs Of Nephren-Ka, i tym podobne brednie. Wtedy odczuwaliśmy o wiele większą presję. Tym razem tak nie było. Mamy nowych dwóch nowych ludzi w zespole i atmosfera jest luźniejsza, czujemy się bardziej zrelaksowani. Podchodzimy do wszystkiego z większą swobodą”.
W ramach promocji płyty zostały nagrane również dwa teledyski do utworów „Execration Text” i „Sarcophagus” w reżyserii Darrena Doanea. W ramach promocji wydawnictwa zespół odbył trasę koncertową w Stanach Zjednoczonych w której wzięły udział także Arch Enemy, Hate Eternal i Origin. W 2003 roku ponownie w Stanach Zjednoczonych zespół zagrał szereg koncertów wraz z Kreator, Vader, Amon Amarth i Goatwhore. W grudniu 2004 roku w Sound Lab Studios grupa rozpoczęła proces nagraniowy czwartego albumu Annihilation of the Wicked nad którym prace zakończono w styczniu 2005 roku. Płyta została nagrana z pochodzącym z Grecji perkusistą George’em Kolliasem występującym w grupie Nightfall, który zastąpił Tonyego Laureano oraz gościnnym udziałem Mike’a Brezealea, który wykonał inkantacje w utworze „Chapter of Obeisance”. Album ukazał się 24 maja 2005 roku nakładem Relapse Records. W ramach promocji do utworu pt. „Sacrifice Unto Sebek” został zrealizowany teledysk w reżyserii Chada Rullmana. Karl Sanders o pracach w studiu nagraniowym: „Mamy już za sobą nagrywanie gitar, basu i wokali oraz kilku dodatkowych instrumentów. Sesja z Neilem Kernonem i Bobem Moore’em była krańcowo wyczerpująca. Podczas tych kilkunastu dni, każdej doby pracowaliśmy po 14–16 godzin. Następny krok to miksy w chicagowskim studiu Rax Trax. Na ten etap przewidzieliśmy dziesięć dni, raz jeszcze z Neilem Kernonem na konsoletą”. Również w 2005 roku z zespołu odszedł basista Jon Vesano, który poświęcił się pracy zawodowej uniemożliwiającej koncertowanie. Muzyka zastąpił dziwiętnastoletni wówczas Joe Payne. Uprzednio anonsowanym zastępcą Vesano miał być ówczesny basista i wokalista Morbid Angel – Steve Tucker. 27 kwietnia 2006 roku zespół wystąpił w krakowskim klubie Lochness. Tego samego roku muzycy podpisali kontrakt płytowy z wytwórnią muzyczną Nuclear Blast.

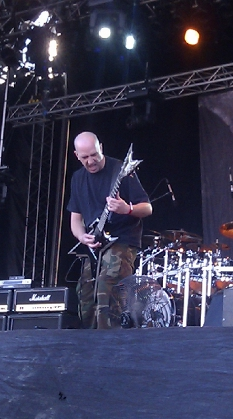
Dallas Toler-Wade podczas festiwalu Metaltown (2010)

W lutym 2007 roku w Sound Lab Studios w Karolinie Południowej ponownie we współpracy z producentem Neilem Kernonem zespół przystąpił do realizacji piątego albumu Ithyphallic. 10 lipca tego samego roku ukazała się druga kompilacja zespołu zatytułowana Legacy of the Catacombs wydana nakładem Relapse Records w ramach wywiązania się z kontraktu płytowego. Płyta Ithyphallic ukazała się 17 lipca w Stanach Zjednoczonych oraz trzy dni później w Europie, jego premiera zaś została poprzedzona singlem Papyrus Containing the Spell to Preserve Its Possessor Against Attacks from He Who Is in the Water do tytułowego utworu w ciągu trzydniowej sesji zdjęciowej został zrealizowany teledysk w reżyserii Juana „Punchy” Gonzaleza. Album sprzedał się w nakładzie 4600 egzemplarzy w przeciągu tygodnia od dnia premiery w Stanach Zjednoczonych. Perkusista zespołu George Kollias o wydawnictwie wyraził się w następujący sposób: „Posługując się muzyczną terminologią, mogę powiedzieć, że na tym albumie podziały czasowe są po prostu szalone, a tempa niebywale różnorodne. Dlatego też jest tak bardzo techniczne. Mimo to nie zapomnieliśmy o czytelnych strukturach utworów, tak aby każdy z nich miał swój klimat. Dużej jakości tej płyty nie da się zaprzeczyć. Mamy tu zarówno partie szaleńczo szybkie, jak i olbrzymie, epickie pasaże – rzeczy, które od zawsze można znaleźć na albumach Nile. Tym razem są one po prostu lepiej wykonane”.
Grupa promowała album podczas objazdowego festiwalu Ozzfest. Natomiast w grudniu 2007 roku. Na przełomie marca kwietnia zespół dał szereg koncertów w Stanach Zjednoczonych wraz z Unexpect, Suicide Silence i The Faceless. Następnie odbył europejską trasę koncertową wraz z Grave i Belphegor. W 2009 roku ukazał się szósty album zespołu zatytułowany Those Whom the Gods Detest. Okładkę wydawnictwa przygotował Michał „Xaay” Loranc. Nagrania zarejestrowano w Greenville w Karolinie Południowej. Natomiast partie perkusji we florydzkim studiu Mana we współpracy z producentem muzycznym Erikiem Rutanem, również gitarzystą zespołu Hate Eternal. W przeciągu tygodnia od dnia premiery płyta sprzedała się w nakładzie 3500 egzemplarzy. W ramach promocji płyty zespół odbył europejską trasę koncertową. Występy Nile poprzedziły grupy Grave, Krisiun, Ulcerate, Corpus Mortale i Hackneyed.

## Instrumentarium

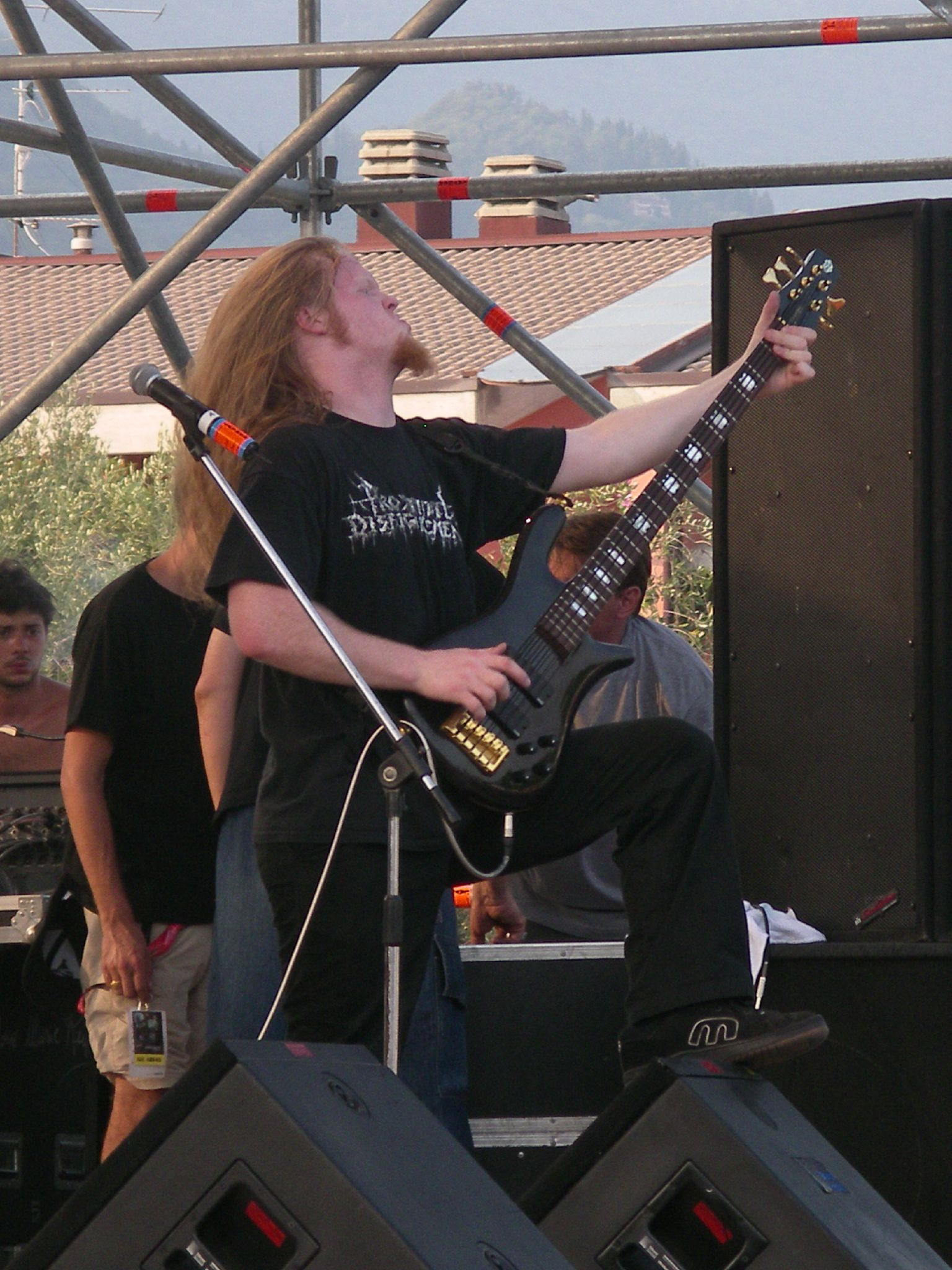
Joe Payne podczas koncertu 15 lipca 2006 roku

Perkusista grupy George Kollias gra na sygnowanych pałeczkach perkusyjnych Vic Firth 5A Nylon Tips, wytwarzanych ręcznie bębnach greckiej manufaktury Gabriel z linji Shading Off Honey Black w zestawie: bębny basowe: 22x17 (x2) cali; tom-tomy 8x7, 10x8, 12x9 i 13x10 cali; floor tomy 14x14 i 16x16 cali; werbel 12 × 5,5 oraz sygnowany nazwiskiem Kolliasa werbel 14x6,5 cala (wykończenie Black Chameleon) z naciągami firmy Remo modele powerstroke III na bębnach basowych, emperors clear na tom-tomach i floor-tomach oraz ambassadors coated na werblu. Obecnie George przeszedł do stajni japońskiej firmy Pearl Drums i gra na zestawie Pearl Reference.
Kollias gra ponadto na talerzach kanadyjskiego producenta Sabian w zestawie posiada on: AAX Stage hi-hat 14 cali, signature Max Splash 7 cali, AAX Metal Ride 20 cali, HHX Evolution Mini China 14 cali, AAXtreme China 17 cali, AAX Dark Crash 17 cali, Hand Hammered China Kang 8 cali, AAX Splash 10 cali, AAX Dark Crash 17 cali, AA Mini Hats 10 cali, AAXplosion Crash 18 cali, HHX Evolution China 18 cali, AAXtreme China 19 cali, AAX Metal Ride 22 cale oraz AAX Stage hi-hat 13 cali. Całość zestawu oparta jest na osprzęcie firmy Pearl modele: Rack (DR501C,DR501C,DR501CE), BC800W Boom Arms and Stands (x14), S-2000 Snare Stands (x2), D-1000 Roadster Throne, ze statywami na talerze typu hi-hat firmy DW modele: 5500TD Delta Turbo Hi Hat stand i 5500 Remote Hi Hat. Muzyk korzysta również z pedałów perkusjynych firmy Axis model A Longboards oraz systemu triggerów Axis E-kits Pedal Triggers oraz modułu elektronicznego Alesis DM Pro Drum Module.
Gitarzysta grupy Karl Sanders używa gitar firm: Dean modele V Nile Custom i 79 V; Jackson model Custom shop V, KxK modele Spear V i Double-Neck V. Sanders stosuje ponadto przystawki gitarowe Seymour Duncan Invader oraz wzmacniacze i kolumny głośnikowe Marshall JCM 2000 DSL 100 heads i Marshall 1960 a/b cabs with 70 watt celestions. Dallas Toler-Wade również gra na gitarach firmy Dean, która sponsoruje obu muzyków.

## Teksty

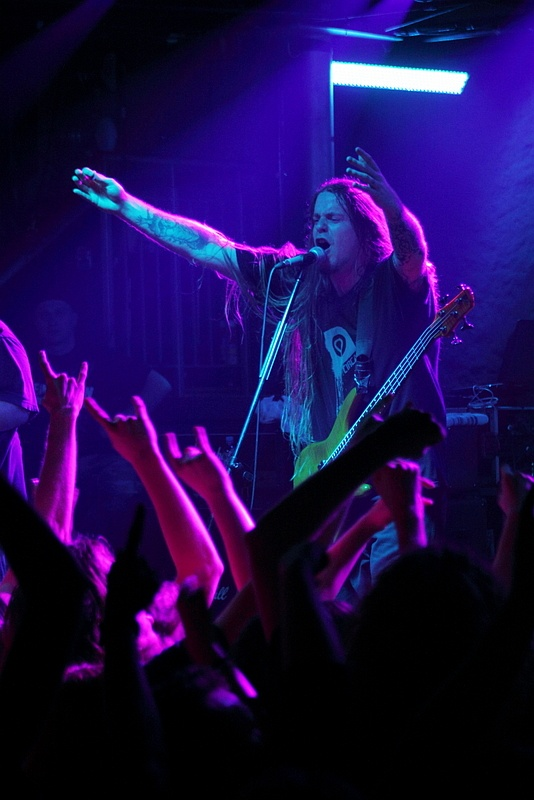
Chris Lollis podczas koncertu 20 stycznia 2011 roku

Grupa Nile w swych tekstach w szeroki sposób porusza tematykę i symbolikę starożytnego Egiptu, Mezopotamii oraz twórczości amerykańskiego pisarza Howarda Phillipsa Lovecrafta. Tytuł wydanego w 1998 roku albumu Amongst the Catacombs of Nephren-Ka (ang. Pośród katakumb Nephren-Ka) nawiązuje do opowiadania pt. The Outsider Lovecrafta, tytułowy werset występuje w utworze „Beneath Eternal Oceans of Sand” obrazującym wspomniane opowiadanie. W mitologii Cthulhu, Nephren-Ka był egipskim faraonem otaczanym znacznym kultem wśród poddanych, same katakumby zaś w których Nephren-Ka miał zostać pochowany wielokrotnie pojawiają w twórczości Lovecrafta. W wydanym w 2000 roku albumie Black Seeds of Vengeance autor tekstów i gitarzysta grupy – Karl Sanders nawiązuje do postaci Isztar – żeńskiego bóstwa Mezopotamii, bogini miłości i zmysłowości, ale również wojny i zemsty (utwór „Defiling the Gates of Ishtar”) oraz egipskiego bóstwa wojny i polowania Onurisa (utwór „Libation Unto the Shades Who Lurk in the Shadows of the Temple of Anhur”).
Płyta In Their Darkened Shrines nawiązuje do książki The Nameless City autorstwa Lovecrafta (utwór „In Their Darkened Shrines IV: Ruins”), do historii władcy starożytnego Egiptu faraona V dynastii Unisa (utwór „Unas Slayer of the Gods”) oraz Horusa – opiekuna monarchii egipskiej (utwór „Wind of Horus”). Postać boga Sobka – w mitologii egipskiej bóstwa płodności i wody występuje w utworze „Sacrifice Unto Sebek” pochodzącym z albumu Annihilation of the Wicked; ponadto na wydawnictwie występują bóg słońca Ra, bogini praw porządku Maat (utwór „User-Maat-Re”) oraz bóg świata umarłych Seta (utwór „Sss Haa Set Yoth”). W swej twórczości grupa nawiązała również do Księgi umarłych – staroegipskiego zbioru pieśni, modlitw i zaklęć (w utworze „Papyrus Containing the Spell to Preserve Its Possessor Against Attacks from He Who Is in the Water” pochodzącym z albumu Ithyphallic. Sam tytuł płyty oznacza symbol płodności w postaci Ozyrysa). Dallas Toler-Wade o twórczości zespołu: „Historia i kultura starożytnego Egiptu to tysiące lat. Jest więc o czym pisać. To nie to samo, co pisanie o Szatanie czy coś w tym stylu. Jeśli ludzie chcą o tym pisać, to w porządku, ale dla mnie ta szatańska strona death metalu jest wałkowana na okrągło. Niektórzy robią to dobrze, niektórzy źle. Pisanie o Egipcie to coś o wiele mocniejszego”.

## Muzycy

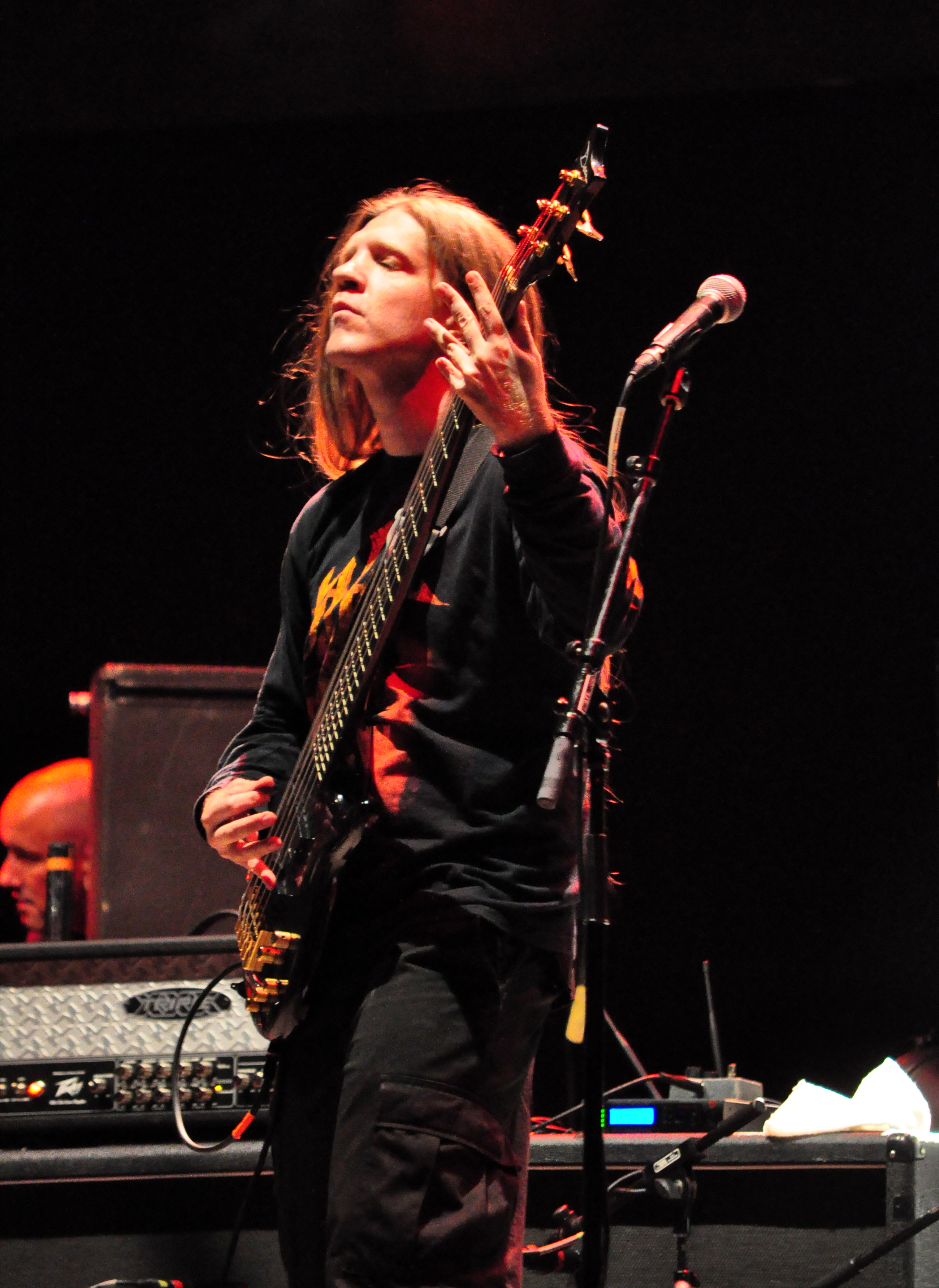
Todd Ellis podczas koncertu 10 sierpnia 2012 roku

| Obecny skład zespołu - Karl Sanders – śpiew, gitara rytmiczna, gitara prowadząca, instrumenty klawiszowe (od 1993) - Brian Kingsland – śpiew, gitara rytmiczna, gitara prowadząca (od 2017) - George Kollias – perkusja (od 2004) - Brad Parris – gitara basowa, śpiew (od 2015) Byli członkowie zespołu - Dallas Toler-Wade – śpiew, gitara rytmiczna, gitara prowadząca, gitara basowa (1997–2017) - John Ellers – gitara rytmiczna, gitara prowadząca (1996–1997) - Pete Hammoura – perkusja, śpiew (1993–2000) - Tony Laureano – perkusja (2000–2004) - Chief Spires – gitara basowa, śpiew (1993–2001) - Jon Vesano – gitara basowa, śpiew (2001–2005) - Chris Lollis – gitara basowa, śpiew (2007–2012) - Todd Ellis – gitara basowa, śpiew (2012–2015) |  | Muzycy sesyjni - Derek Roddy – perkusja, śpiew (2000) Muzycy koncertowi - Steve Tucker – gitara basowa, śpiew (2005) - Joe Payne – gitara basowa, śpiew (2005−2007) - Tim Yeung – perkusja (2003) |

## Dyskografia
Albumy studyjne
| Tytuł                               | Dane dot. albumu                                    | Pozycja na liście | Pozycja na liście | Pozycja na liście | Pozycja na liście | Pozycja na liście | Pozycja na liście | Pozycja na liście | Pozycja na liście | Sprzedaż         |
| Tytuł                               | Dane dot. albumu                                    | USA               | FIN               | GER               | FRA               | SWE               | NLD               | UK                | JPN               | Sprzedaż         |
| ----------------------------------- | --------------------------------------------------- | ----------------- | ----------------- | ----------------- | ----------------- | ----------------- | ----------------- | ----------------- | ----------------- | ---------------- |
| Amongst the Catacombs of Nephren-Ka | - Data: 28 kwietnia 1998 - Wydawca: Relapse Records | –                 | –                 | –                 | –                 | –                 | –                 | –                 | –                 |                  |
| Black Seeds of Vengeance            | - Data: 5 września 2000 - Wydawca: Relapse Records  | –                 | –                 | –                 | –                 | –                 | –                 | –                 | –                 |                  |
| In Their Darkened Shrines           | - Data: 20 sierpnia 2002 - Wydawca: Relapse Records | –                 | –                 | –                 | –                 | –                 | –                 | 179               | –                 |                  |
| Annihilation of the Wicked          | - Data: 23 maja 2005 - Wydawca: Relapse Records     | –                 | –                 | –                 | –                 | 27                | –                 | 186               | –                 | - USA: 5,0 tys.+ |
| Ithyphallic                         | - Data: 17 lipca 2007 - Wydawca: Nuclear Blast      | 162               | 13                | 76                | 113               | –                 | 97                | 139               | 275               | - USA: 4,0 tys.+ |
| Those Whom the Gods Detest          | - Data: 3 listopada 2009 - Wydawca: Nuclear Blast   | 160               | 35                | –                 | 149               | –                 | –                 | –                 | 292               | - USA: 10 tys.+  |
| At the Gate of Sethu                | - Data: 3 lipca 2012 - Wydawca: Nuclear Blast       | 131               | 37                | 27                | 182               | 41                | –                 | 196               | –                 | - USA: 7,0 tys.+ |
| What Should Not Be Unearthed        | - Data: 28 sierpnia 2015 - Wydawca: Nuclear Blast   | –                 | 24                | 73                | 132               | –                 | 59                | –                 | –                 | - USA: 8,4 tys.+ |
| „–” pozycja nie była notowana.      |                                                     |                   |                   |                   |                   |                   |                   |                   |                   |                  |

Minialbumy
| Tytuł                  | Dane dot. albumu                                 |
| ---------------------- | ------------------------------------------------ |
| Festivals of Atonement | - Data: 10 lutego 1995 - Wydawca: Anubis Records |
| Ramses Bringer of War  | - Data: 1997 - Wydawca: Visceral Productions     |

Kompilacje
| Tytuł                   | Dane dot. albumu                                           |
| ----------------------- | ---------------------------------------------------------- |
| In the Beginning        | - Data: 28 listopada 1999 - Wydawca: Hammerheart/Megaforce |
| Legacy of the Catacombs | - Data: 10 lipca 2007 - Wydawca: Relapse Records           |

Pozostałe
| Tytuł                                    | Dane dot. albumu                                      |
| ---------------------------------------- | ----------------------------------------------------- |
| Nile (demo)                              | - Data: 1994 - Wydawca: brak (wydanie własne)         |
| Ramses Bringer of War (demo)             | - Data: 19 listopada 1996 - Wydawca: Anubis Records   |
| Papyrus Containing the Spell... (singel) | - Data: 22 czerwca 2007 - Wydawca: Nuclear Blast      |
| Nile / Vader (split, 7” singel)          | - Data: 30 października 2009 - Wydawca: Nuclear Blast |

## Teledyski
| Tytuł                                                                                                | Rok  | Reżyseria              | Album                      | Źródło |
| --- | ---- | ---------------------- | -------------------------- | ------ |
| „Execration Text”                                                                                    | 2003 | Darren Doane           | In Their Darkened Shrines  | [ 76 ] |
| „Sarcophagus”                                                                                        | 2003 | Darren Doane           | In Their Darkened Shrines  | [ 77 ] |
| „Sacrifice Unto Sebek”                                                                               | 2005 | Chad Rullman           | Annihilation of the Wicked | [ 78 ] |
| „Papyrus Containing the Spell To Preserve Its Possessor Against Attacks From He Who Is in the Water” | 2007 | Juan „Punchy” Gonzalez | Ithyphallic                | [ 79 ] |
| „Permitting the Noble Dead To Descend To the Underworld”                                             | 2010 | Juan „Punchy” Gonzalez | Those Whom The Gods Detest | [ 80 ] |
| „Enduring the Eternal Molestation of Flame”                                                          | 2012 | Jon Simvonis           | At the Gate of Sethu       | [ 81 ] |

## Nagrody i wyróżnienia
| Rok  | Kategoria                  | Tytułem                    | Nagroda                 | Uwagi      | Źródło |
| ---- | -------------------------- | -------------------------- | ----------------------- | ---------- | ------ |
| 2006 | The Best Death Metal Album | Annihilation of the Wicked | Metal Storm Awards 2005 | 1 miejsce  | [ 82 ] |
| 2008 | The Best Death Metal Album | Ithyphallic                | Metal Storm Awards 2007 | 7 miejsce  | [ 83 ] |
| 2010 | The Best Death Metal Album | Those Whom the Gods Detest | Metal Storm Awards 2009 | 2 miejsce  | [ 84 ] |
| 2013 | The Best Death Metal Album | At the Gate of Sethu       | Metal Storm Awards 2012 | 12 miejsce | [ 85 ] |